# Сьюдадела
Сьюдадела (ісп. Ciudadela, «цитадель») — муніципалітет і місто в Іспанії, Балеарські острови. Розташоване на острові Менорка. Центральний населений пункт острова. Звільнене військами арагонського короля Альфонсо ІІІ в ході Реконкісти (1287). Постраждало від нападу Османів (1558). Отримало права міського самоврядування 1646 року. Площа — 186,34 км². Населення — 28 838 осіб (2017); густота населення — 154,76 осіб/км². Також — Сьюдадела-де-Менорка (ісп. Ciudadela de Menorca), Сьютадела (кат. Ciutadella).

## Релігія
- Центр Меноркської діоцезії Католицької церкви.